# Baskisk diaspora

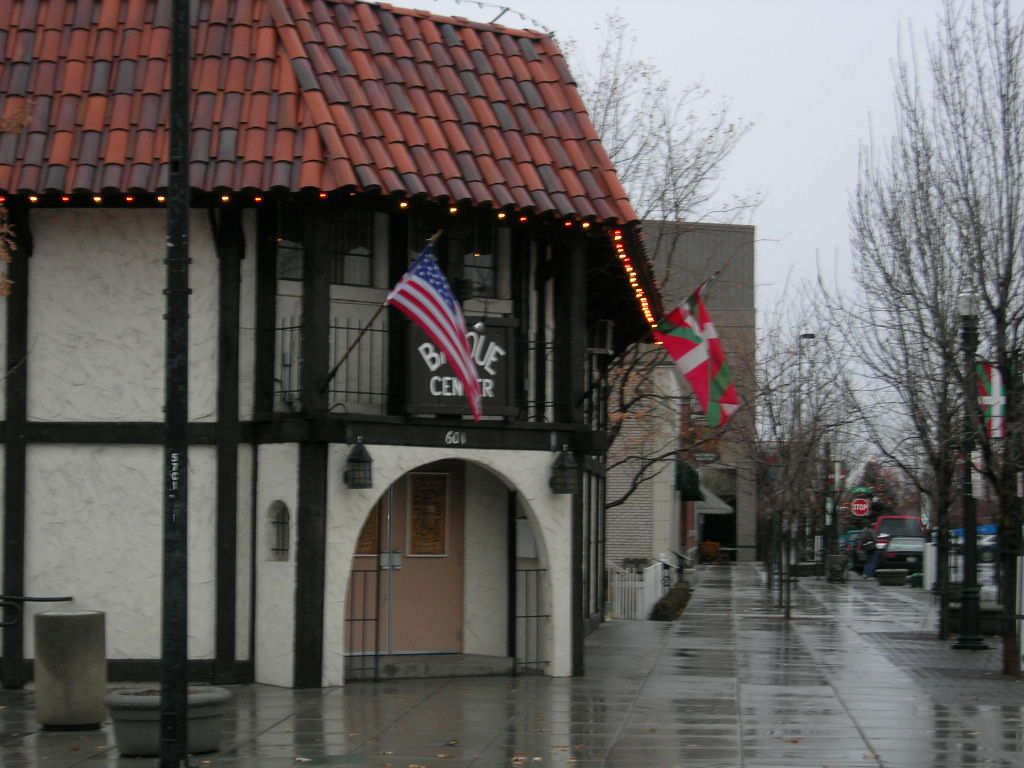
Ett baskiskt center i Boise, Idaho, USA.

Flagga för franska Saint-Pierre och Miquelon några mil ost om Kanada, med den baskiska ikurrinan uppe i vänstra hörnet.

Den baskiska diasporan är benämningen på de basker och de av baskisk härkomst som lever utanför Baskien i norra Spanien och sydvästra Frankrike. Många basker flyttade under 1800- och 1900-talet av ekonomiska och politiska anledningar till Amerika, bland annat Argentina, Chile, Colombia, Kuba, Mexiko, USA och Venezuela.
Äldre tiders baskisk utvandring har bland annat lett till skapandet av det baskisk-isländska pidginspråket. Ny forskning tyder också på att basker fanns på Fyn i dagens Danmark redan under 1000-talet, då en runstensinristning tros vara skriven på baskiska.
8 september är den baskiska diasporatagen.

## Baskisk diaspora efter land och region
| Land/region | Antal basker |
| ----------- | ------------ |
| USA         | 2513         |
| Kanada      | 6965         |
| Finland     | 19           |
| Ryssland    | 9            |
| Krim        | 1            |
| Nya Zeeland | 54           |
| Australien  | 65           |
| Tjeckien    | 38           |
| Estland     | 5            |
| Ungern      | 3            |
| Belarus     | 1            |